# UKガラージ
UKガラージは、1990年代前期から中期にかけてイギリスで生まれたエレクトロニック・ミュージックのジャンル。アメリカ産のソウル寄りのハウス、中でも歌が少ないダブ・バージョンの再生速度を上げたサウンドが着想源であったが、R&B、ジャングル、ダンス・ポップなどの要素も取り入れられている。ハイハット／シンバル／スネアドラム／キックドラムを構成に含みシャッフルを用いて演奏されるパーカッシブなリズムが特徴的であり、パターンにはハウスの4つ打ちのキックドラムを用いたものや、変則的な「2ステップ」のリズムを用いたものがある。切り刻まれボーカル・サンプルもよく用いられ、基礎のリズム構造を引き立てる。
シーンは1993年前後にアンダーグラウンド・ガラージの語を用いて興されはじめた。1997年前後には4つ打ちのビートとジャングル／ドラムンベースの要素を組み合わせたサウンドで全英チャートに出現、このころにはスピードガラージと呼ばれた。その後1998年半ばまでのうちにUKガラージの名称が浸透、2ステップと呼ばれる4つ打ちではない様式も認知された。2ステップは2000年前後にポップなR&Bボーカルを特徴の1つとして最盛期を迎えた。やがてサウンドをダークに変化させ2ステップの名も用いられなくなったUKガラージは、2000年代中期にかけてダブステップ、ベースライン・ハウス、グライムといった音楽・制作スタイルに広く吸収されていった。2010年代に入ると、全盛期に活躍したアーティストがシーンに復帰したほか、新世代アーティストがUKガラージを取り入れて大きく成功した。このほか "EDM" 以降の意味合いにおけるディープ・ハウス、さらにベース・ハウス、フューチャー・ハウスといったジャンルの影響源の1つともなった。

## 起源
1990年代初頭にスピードガラージは、アメリカのDJ、トッド・エドワーズらによって創造された。エドワーズは1990年代前期、ソウル寄りで一般的なハウスよりも、タイムシフト（Wiki英語版でもタイムシフトと表現）やボーカル・サンプルを多用したハウスを制作しはじめた。しかしながら、北ロンドンのDJ EZ（EEE ZEDと発音）がエドワーズのトラックの1つを手に入れグリニッジのクラブでテンポを上げてプレイした1993年前後から、スピードガラージの名で注目を集めるまでの間は、アンダーグラウンド・ガラージ (underground garage) の名称が用いられていた。
一説では、スピードガラージの語は1995年にアメリカのDJ、トッド・テリー (Todd Terry) がイギリスの「ザ・ガス・クラブ」(The Gass Club) を訪れた際に生み出したとされる。ダブル99 (Double 99) のティム・デラックス (Tim Deluxe) は、この語について「メディアの発明で、DJ自身が使うことはなかった」と回想している。1998年10月末時点では、この語はあまり好んで用いられておらず、代表格のタフ・ジャム (Tuff Jam) などはUKガラージ (UK garage) と呼び、多くの場合「オーソドックスなガラージ・スタイル」を指す、とされている。2ステップについてもこの時、新たに用いられている語として記録されている。
UKガラージの様式は、アーバン・ミュージック (urban music) というラジオ・フォーマットに広くとじ込まれる。
MJコールはかつて、「ロンドンは多文化の街だ…若者のるつぼのようなもので、それはUKガラージという音楽に反映されている。」と述べている。
女性シンガー／グループでは、ミズ・ダイナマイト (Ms. Dynamite)、ケレ・ル・ロック (Kele Le Roc)、ショーラ・アーマ (Shola Ama)らがUKガラージュを取り入れた。
（改善版・新訳|text1='Garage' is considered a mangled term in dance music. The term derives from the Paradise Garage itself, but it has meant so many different things to so many different people that unless you're talking about a specific time and place, it is virtually meaningless. Part of the reason for this confusion (aside from various journalistic misunderstandings and industry misappropriations) is that the range of music played at the garage was so broad. The music we now call 'garage' has evolved from only a small part of the club's wildly eclectic soundtrack.
「ガレージ」という言葉は、ダンスミュージックにおいて複雑な意味を持つ言葉として捉えられている。この言葉はパラダイス・ガレージに由来するが、人によってあまりにも様々な意味を持つため、特定の時代や場所について語っているのでなければ、事実上無意味といえる。こうした混乱の原因の一つは（様々なジャーナリストの誤解や業界の流用以外にも）、ガレージで演奏されていた音楽の幅広さにある。現在「ガレージ」と呼ばれる音楽は、クラブの多種多様なサウンドトラックのほんの一部から発展したに過ぎない。）

## 歴史

### ジャングルとの関係
ジャングル (jungle) の原型が高い人気を得ていた1990年代初期のイギリスでは、ジャングルイベントのセカンドルームでアメリカ産のソウル寄りのハウス／ガラージがプレイされていた。文化的な意味合いにおけるピーク以降のジャングルは、とげとげしくテックステップ (techstep) に影響されたサウンドに向かい、踊りに来た人々、主に女性を遠ざけた。170 BPMのジャングルのベースラインから逃げ出せば、ガラージルームに130 BPMのはるかに肉感的でソウルフルなサウンドがあった。
ジャングルファン好みのサウンドにすべく輸入物のガラージトラックの再生速度を130 BPMにまで上げはじめたのはDJたちであった。4x4や2ステップ (2-step) の前身となるこのテンポを変更されたガラージミュージックを、メディアは「スピードガラージ」(speed garage) と呼びはじめた。DJたちがこのようにプレイしたのは通常、ボーカルの要素が少ないダブ・バージョンであった。これは再生ピッチが変わるとボーカルに音質上望ましくない影響が出てしまうためである。ボーカルの不在によって音楽上には空間が残され、その場所でMCたちはレコードに合わせて韻を踏みはじめた。

### MCの役割
以来MCたちは、スピードガラージ／UKガラージのパーティー／作品において極めて重要な存在となった。スピードガラージを早くに振興したのは、ドリーム・チーム (Dreem Teem)、タフ・ジャム (Tuff Jam) などのアーティスト、そしてロンドン・アンダーグラウンド (London Underground)、マジックFM (Magic FM)、アップフロントFM (Upfront FM)、フリークFM (Freek FM) などの海賊ラジオ局であった。スピードガラージシーンは初め、「ザ・サンデー・シーン」(the Sunday Scene) の名でも知られた。これは、スピードガラージを振興していた面々は当初、日曜夕方にのみ会場を借りることができたためである（会場のオーナーたちは金曜・土曜の夜をより人気の高いスタイルのために残しておきたかった）。この新しいサウンド、スピードガラージの代名詞となる作品を世に送り出していたレーベルには、コンフェティ (Confetti)、パブリック・デマンド (Public Demand)、500レコーズ (500 Rekords)、スプレッド・ラヴ (Spread Love)、VIPなどがある。

### スピードガラージ
スピードガラージにはすでに、サブベースの帯域で演奏されるベースライン、ラガ風のボーカル、バックスピン、ドラムサウンドの逆再生など、今日のUKガラージサウンドがもつ要素の多くが組み込まれた。いわゆる2ステップ (2-step) サウンドが浮上するまで時とともに加わったのが、R&Bスタイルのボーカル、よりシャッフルを効かせたビート、違ったドラムパターンなど、より一層ファンキーな要素であった。スピードガラージから2ステップへの最も根本的な変化は、各小節の2番目・4番目のキックドラムの消失であった。単純に4つ打ちからこれらを間引いたパターンをもつトラックの場合、キックドラムの演奏周期が2倍に引き伸ばされた状態であり、4つ打ちのトラックより遅いものとして知覚されうるが、シンコペーションを使用したベースラインの導入や、パーカッション以外のサウンドをパーカッションのように使用するアプローチがリスナーの興味を保つ。
（改善版・新訳）スピード・ガレージのトラックは、スピードアップしたハウス・スタイルのビートが特徴で、ローリング・スネアやリバースワープしたベースラインがそれを補完し、当時のドラムンベースのプロデューサーに人気があった。
スピードガラージのサウンドを磨いたとされる人物の中でも、トッド・エドワーズ (Todd Edwards) はUKガラージのサウンドに大きな影響を与えた存在としてよく引き合いに出される。ニュージャージー出身のプロデューサーであるエドワーズは、新たな方法でボーカルを扱った。完全なヴァースとコーラスに代わって、エドワーズはサンプリングの技術を用いボーカルフレーズを選び出して、楽器のように演奏した。個々の音節はしばしば逆再生されたりピッチを変更されたりすることもあった。このようなボーカルの取り扱い方は今もなおUKガラージの様式上の大きな特徴である。スニーカー・ピンプス (Sneaker Pimps)「スピン・スピン・シュガー」(Spin Spin Sugar) のアーマンド・ヴァン・ヘルデン (Armand Van Helden) による1997年のスピードガラージ・リミックスは、スピードガラージというジャンルをさらに普及させた（スピードガラージはこの時メインストリームに食い込んだものとしばしばみなされる）。スピードガラージ・デュオのダブル99 (Double 99)、187ロックダウン (187 Lockdown)、インダストリー・スタンダード (Industry Standard) は、1997年の大きなクラブヒットを生んだ。前2組は1997年・1998年にいずれも全英トップ20ヒットを記録しており、ダブル99は「リップグルーヴ」(RipGroove) が第14位（再リリース時）、187ロックダウンの「ガンマン」(Gunman) と「カンフー」(Kung-Fu) はそれぞれ第16位、第9位となっている。インダストリー・スタンダードは「Vol. 1（ホワット・ユー・ウォント・ホワット・ユー・ニード）」[Vol. 1 (What You Want What You Need)]　が1998年1月に最高第34位となりトップ40ヒットを手にしている。また、インダストリー・スタンダード (Industry Standard)、ラムゼイ&フェン (Ramsey & Fen)、R・I・P・プロダクションズ (Double 99)、シリアス・デンジャー (Serious Danger) によるリミックスを収録して1997年にXLレコーディングス (XL Recordings) からリリースされたソモア フィーチャリング デイモン・トゥルーイット (Somore featuring Damon Trueitt) の「アイ・リフューズ（ホワット・ユー・ウォント）」[ I Refuse (What You Want)] も同じ1998年1月に第21位となっている。イギリスでトッド・エドワーズに相当する人物が、オーボエとピアノでクラシック音楽の教育を受けたMJコール (MJ Cole) であり、「シンシア」(Sincere) や「クレイジー・ラヴ」(Crazy Love) など1990年代後期 - 2000年代前期にチャートヒット／アンダーグラウンドヒットを連発している。MJコールはまた、BBCの「ヤング・ミュージシャン・オブ・ザ・イヤー」(Young Musician of the Year) を受賞している。

### 2ステップ（1997年 - 1998年）
議論の余地はあるかもしれないが、最初の2ステップ (2-step) の一例が、ティナ・ムーア (Tina Moore)「ネヴァー・ゴナ・レット・ユー・ゴー」(Never Gonna Let You Go) の、アメリカのケリー・G (Kelly G) による1997年のリミックスであり、このトラックは全英最高第7位のヒットとなっている。同じくアメリカのロイ・デイヴィス・ジュニア (Roy Davis Jr.) もまたUKガラージシーンに影響力のある存在であり、ペバン・エヴェレット (Peven Everett) を迎えて1997年にXLレコーディングスからリリースされ大きなクラブヒットとなった「ガブリエル 」(Gabriel) は全英第22位となっている。ウーマック&ウーマック (Womack & Womack) の「ティアドロップス」(Teardrops) をラヴステーション (Lovestation) が独自のアレンジでカバーしたバージョンは1998年に第14位となっている。後にシャンクス&ビッグフット (Shanks & Bigfoot) に改名するドゥーラリー (Doolally) の「ストレート・フロム・ザ・ハート」(Straight from the Heart) は1998年に第20位のヒットととなった。この作品は翌年再リリースされたが、改名後にリリースした「スウィート・ライク・チョコレート」(Sweet Like Chocolate) が第1位となる成功を収めたことでここでは更に順位を上げ、第9位となった。

#### アメリカからの影響
アメリカの人気R&Bプロデューサー、ティンバランド (Timbaland) は当時のR&Bの重要な革新者であり、イギリスのレイヴカルチャーはここから多くを取り入れた。リズムパターンを旋律のような聴きどころとする手法はR&Bとジャングルに共通しており、元ジャングリストの多いUKガラージシーンに強く訴えかけた。このティンバランドスタイルのR&Bには、よどみない流れの崩壊、グルーヴへのちゅうちょ、からかうようなじれったい空白という「ブレイクビーツの美学」がある。このR&Bの影響は当時のUKガラージに聴いて取ることができるが、ドラムビートはより込み入っている上、強いスウィングが掛かっており、速いテンポ（通常130 - 138 BPM）でよりエネルギッシュな雰囲気を呈している。UKガラージのプロデューサーたちは続いてアメリカのR&Bヒットのイギリス版の量産に向かった。その1つにブランディ (Brandy) とモニカ (Monica) のデュエット曲「ザ・ボーイ・イズ・マイン」(The Boy Is Mine) がある。アーキテックス (Architechs) はタイムストレッチ処理を施してボーカルの再生速度を上げ、この曲の歌詞で扱われる三角関係に巻き込まれた女性2人の闘争心をあおり立てるような効果音を付け加えた。アーキテックスによる「B&Mリミックス」(B&M Remix) は、ブートレグのまま最終的に2万枚を売り上げた。
アメリカのR&Bからはオートチューンなどを用いてボーカルにデジタル的な変化を加えるテクニックも取り入れられている。

### 1999年 - 2000年：海賊ラジオの役割と全英チャートでの成功
リンスFM (Rinse FM)、アイスFM (Ice FM)、デジャヴュ (Deja Vu)、フレックスFM (Flex FM) などの海賊ラジオ局の継続支援により、1999年、UKガラージの人気はジャンルがメインストリーム化して音楽チャートに入り込むまでに高まった。プロダクションデュオのシャンクス&ビッグフット (Shanks & Bigfoot) とアートフル・ドジャー (Artful Dodger) はそれぞれ、「スウィート・ライク・チョコレート」(Sweet Like Chocolate) と「リ・リワインド」(Re-Rewind) で大きな成功を収めた。水門は「スウィート・ライク・チョコレート」のプラチナセールスの後、開かれていた。「リ・リワインド」は、クリフ・リチャード (Cliff Richard) の「ザ・ミレニアム・プレイヤー」(The Millennium Prayer) により第1位の獲得を阻まれたが、このトラックもUKガラージシーンを総じてのプラチナセールスの1つである。これらの楽曲は2ステップシーンのアンセムとなり、BBCのトップ・オブ・ザ・ポップス (Top of the Pops) でオンエアされた。1999年にはほかに、アーマンド・ヴァン・ヘルデン (Armand Van Helden) のハウス／ガラージ・アンセム「ユー・ドント・ノウ・ミー」(U Don't Know Me) も第1位となっている。UKガラージではなかったものの、ミスター・オワゾ (Mr. Oizo) のナンバー1シングル「フラット・ビート」(Flat Beat) もリリース時に海賊ラジオ局で大規模にプレイされた。ダ・クリック (Da Click) は「グッド・ライムズ」(Good Rhymes) が第14位、UKガラージ・トリオの（ザ・）ドリーム・チーム (The Dreem Teem) はネナ・チェリー (Neneh Cherry) の1992年の楽曲「バディX」(Buddy X) のUKガラージ・リミックス「バディX 99」(Buddy X 99) が第15位のヒットとなった。DJラック&MCニート (DJ Luck & MC Neat) も1999年後半から2000年初頭にかけて「ア・リトル・ビット・オブ・ラック」(A Little Bit of Luck) でチャートヒットを手にした。
さらに多くのUKガラージアーティストがシングルの商業的成功とともに新たなミレニアムを迎え、UKガラージおよび2ステップはその後2 - 3年の間全英チャートで安定した位置を占めることとなった。さまざまなUKガラージアーティストのデビューシングルが全英第1位を獲得していた。UKガラージリミックスも収録したクレイグ・デイヴィッド (Craig David) のデビュー・ソロ・シングルでありR&Bと2ステップのハイブリッド・トラック「フィル・ミー・イン」(Fill Me In) は2000年4月に第1位となった。ひと月後には、オキサイド&ニュートリノ (Oxide & Neutrino) の「バウンド・フォー・ダ・リロード（カジュアリティ）」[Bound 4 Da Reload (Casualty)] が頂点に立った。2000年のヒットにはほかに、 アートフル・ドジャーの「ムーヴィン・トゥー・ファスト」(Movin' Too Fast)（第2位）、「ウーマン・トラブル」(Woman Trouble)（第6位）、「プリーズ・ドント・ターン・ミー・オン」(Please Don't Turn Me On)（第4位）、スウィート・フィメール・アティチュード (Sweet Female Attitude) の「フラワーズ」(Flowers)（第2位）、トゥルー・ステッパーズ (True Steppers) の「バギン」(Buggin)（第6位）および「アウト・オブ・ユア・マインド」(Out of Your Mind)（第2位）、N'n'G フィーチャリング キャラハン&MCニート (N'n'G feat. Kallaghan & MC Neat) の「ライト・ビフォー・マイ・アイズ」(Right Before My Eyes)（第12位）、DJディー・クライン (DJ Dee Kline) の「アイ・ドント・スモーク」(I Don't Smoke)（第11位）、B-15プロジェクト (B-15 Project) の「ガールズ・ライク・アス」(Girls Like Us)（第7位）、DJラック&MCニート (DJ Luck & MC Neat) の「マスターブラスター2000」(Masterblaster 2000)（第5位）および「エイント・ノー・ストッピン・アス」(Ain't No Stoppin' Us)（第8位）、シャンクス&ビッグフットの「シング・ア・ロング」(Sing-A-Long)（第12位）、MJコール (MJ Cole) の「クレイジー・ラヴ」(Crazy Love)（第10位）および「シンシア」(Sincere)（第13位）（後者は1998年の作品の再リリース）、スコット&レオン (Scott & Leon) の「ユー・ユース・トゥ・ホールド・ミー」(You Used to Hold Me)（第19位）、ウーキー (Wookie) の「バトル」(Battle)（第10位）、ロンニョ (Lonyo) の「サマー・オブ・ラブ」(Summer of Love)（第8位）、トゥルー・フェイス&ダブ・コンスピラシー (Tru Faith & Dub Conspiracy) の「フリーク・ライク・ミー」(Freak Like Me)（第12位）、アーキテックス (Architechs)の「ボディ・グルーヴ」(Body Groove)（第3位）、オキサイド&ニュートリノの「ノー・グッド・フォー・ミー」(No Good 4 Me)（第6位）、ベイビー・D (Baby D) の「レット・ミー・ビー・ユア・ファンタジー」(Let Me Be Your Fantasy)（第16位）［MCテイルズ (MC Tails) をフィーチャーしたトリック・オア・トリート (Trick Or Treat) によるUKガラージ・リミックス］がある。2000年の大きなヒットには、ドイツのプロデューサーであるアツィド・ダ・バス (Azzido Da Bass)「ドゥームズ・ナイト」(Dooms Night) のティモ・マース (Timo Maas) によるリミックス（第8位）もある。

### 2001年のヒット曲
2001年にはDJパイド・パイパー・アンド・ザ・マスターズ・オブ・セレモニーズ (DJ Pied Piper and the Masters of Ceremonies) にとって唯一のナンバー1ヒット作「ドゥー・ユー・リアリー・ライク・イット?」(Do You Really Like It?) が生まれた。2か月後の2001年8月には、南ロンドンのグループ、ソー・ソリッド・クルー (So Solid Crew) が2枚目のシングル「21セカンズ」(21 Seconds) で第1位を獲得した。2001年の終わりにはもう1つの2ステップアンセム、ダニエル・ベディングフィールド (Daniel Bedingfield) のデビューシングル「ガッタ・ゲット・スルー・ディス」(Gotta Get Thru This) が全英トップとなった。2001年のヒットにはほかに、ミスティーク (Mis-Teeq) の「ホワイ」(Why)（第8位）、「オール・アイ・ウォント」(All I Want)（第2位）、「ワン・ナイト・スタンド」(One Night Stand)（第5位）［以上3曲はいずれもサンシップ (Sunship) のミックス］、アートフル・ドジャー (Artful Dodger) の「シンク・アバウト・ミー」(Think About Me)（第11位）、「トゥエンティーフォーセブン」(TwentyFourSeven)（第6位）、「イット・エイント・イナフ」(It Ain't Enough)（ドリーム・チーム (Dreem Teem) との共作、第20位）、リバティー (Liberty) の「シンキング・イット・オーバー」(Thinking It Over)（第5位）、スティッキー フィーチャリング ミズ・ダイナマイト (Sticky featuring Ms. Dynamite) の「ブー!」(Booo!)（第12位）、オキサイド&ニュートリノ　(Oxide & Neutrino) の「アップ・ミドル・フィンガー」(Up Middle Finger)（第7位）、「デビルズ・ナイトメア」(Devil's Nightmare)（第16位）、「ラップ・ディス」(Rap Dis)／「オンリー・ワナ・ノウ・ユー・コズ・ユーアー・フェイマス」(Only Wanna Know U Cos Ure Famous)（第12位）、DJラック&MCニート (DJ Luck & MC Neat) の「ピアノ・ロコ」(Piano Loco)（第12位）および「アイム・オール・アバウト・ユー」(I'm All About You)（第18位）、ザ・ストリーツ (The Streets) の「ハズ・イット・カム・トゥ・ディス?」(Has It Come to This?)（第18位）、ワイドボーイズ (Wideboys) の「サンブーカ」(Sambuca)（第15位）、ソー・ソリッド・クルーの「ゼイ・ドント・ノウ」(They Don't Know)（第3位）がある。

### 2002年：2ステップとグライム
2002年、2ステップはファンキーでソウル志向のサウンドから「グライム」(grime) と呼ばれるダークなサウンドへ移行した。このグライムは現在1つのジャンルとして独立している。この時期、ジャンルの乱暴な側面やソー・ソリッド・クルー (So Solid Crew) のメンバーを取り巻く暴力が公表されたことから生じた世間の悪評の中で、伝統的なUKガラージはアンダーグラウンドに押し戻された。それでもなお、いくつかのUKガラージの楽曲が2002年から2004年にかけてチャートに姿を現した。そこにはシンディ・ローパー (Cyndi Lauper)「タイム・アフター・タイム」(Time After Time) のディスタント・サウンズ (Distant Soundz) 独自のアレンジによるカバー（第20位）、ソー・ソリッド・クルーの「ヘイターズ」(Haters)（第8位）および「ライド・ウィッド・アス」(Ride Wid Us)（第19位）、ミスティーク (Mis-Teeq) の「B・ウィズ・ミー」(B with Me)（第5位）、ハートレス・クルー (Heartless Crew) の「ザ・ハートレス・テーマ」(The Heartless Theme)（第21位）、ペイ・アズ・U・ゴー (Pay As U Go)「シャンペイン・ダンス」(Champagne Dance)（第13位）、ジェイムソン (Jaimeson) の「トゥルー」(True)（第4位）、ミスター・レッズ vs DJスクリブル (Mr Reds vs DJ Skribble) の「エヴリバディ・カモン（キャン・ユー・フィール・イット）」[Everybody Come On (Can U Feel It)]（第13位）、スリー・オブ・ア・カインド (3 of a Kind) の「ベイビー・ケイクス」(Baby Cakes)（2004年8月に第1位を獲得）などが含まれる。
2001年から2003年ごろの初期のグライムアーティストとしては、ラフ・スクワッド (Ruff Sqwad)、モア・ファイア・クルー (More Fire Crew)、ディジー・ラスカル (Dizzee Rascal)［2003年にデビューアルバム『ボーイ・イン・ダ・コーナー』(Boy in da Corner)をリリース］、ロール・ディープ (Roll Deep)、ワイリー (Wiley) などが有名である。
この時期、UKガラージには強固な階級区分も存在していた。1990年代後期の全盛期のUKガラージは強い向上心をもつジャンルであった。クラブにUKガラージを聴きに出かけるにあたっては、人々はしっかりと装った。トワイス・アズ・ナイス (Twice as Nice) などのクラブはドレスコードを厳しく運用した。フォーマルなドレスコードの存在により、良い服装に置かれる重要性はスタイルから排他性に変化した。トワイス・アズ・ナイスなどのクラブのドレスコードが意図していたのは、「努力の奨励」、そして「トラブルを寄せ付けない」ことであった。しかし、テニスシューズ／ジーンズ／ベースボールキャップ禁止というドレスコードが締め出したのは無害な学生に過ぎなかったため、トワイス・アズ・ナイスは金属探知機を設置した。それは、ギャングスタ [gangsta(s)] が高価な服装を好む一方で銃を携帯している可能性があったためであった。やがて、ソー・ソリッド・クルーなどのグループがUKガラージトラックに乗せるリリックで都会のローワークラス (lower-class) のオーディエンスをレイブに引き込むようになると、UKガラージは以前のオーディエンスがあまり聴きそうにないものとなりグライムに移行しはじめたため、ラジオやクラブはUKガラージへの機会の提供を打ち切った。

### 2007年：UKガラージの復興
2007年には、数名のDJがUKガラージの復権を進め、プロデューサーたちは「ニュースクール」(new skool) UKガラージあるいは「ベースライン・ハウス」(bassline) の名でも知られる新たなUKガラージを生み出した。
2007年末にはT2の「ハートブロークン」(Heartbroken) が、翌2008年2月にはH“トゥー”O (H "Two" O) の「ホワッツ・イット・ゴナ・ビー」(What's It Gonna Be) がいずれも第2位となるなど、「ニュースクール」UKガラージトラックが全英チャート入りし、UKガラージはメインストリームに再進出した。DJ EZの『ピュア・ガラージ・リワインド：バック・トゥ・ジ・オールド・スクール』(Pure Garage Rewind: Back to the Old Skool) のリリースにより復興は活気づいた。「オールドスクール」UKガラージのディスク3枚に新鮮な「ニュースクール」UKガラージのディスク1枚を加えたこのコンピレーションは、発売から10日余りのうちに10万枚以上を売り上げた。

### 2011年 - 2014年：復活
2011年初頭、2ステップガラージ (2-step garage) のおもむろな再起が始まった。ウーキー (Wookie)、MJコール (MJ Cole)、ゼッド・バイアス (Zed Bias)、マーク・ヒル (Mark Hill)［アートフル・ドジャー (Artful Dodger)／現オリジナル・ドジャー (Original Dodger) の一員］などのプロデューサーは、より2ステップ感の強いトラックを制作してシーンに復帰した。いずれも2012年から2013年にかけてブレイクしたエレクトロニック・ミュージック・デュオのディスクロージャー (Disclosure) とアルーナジョージ (AlunaGeorge) は作品にUKガラージの要素をよく用いる上、その最大のヒット曲の一部「ユー&ミー」(You & Me) や「ウィー・アー・チョーズン」(We Are Chosen) などは、（議論の余地はあるかもしれないが）アップデートされたクリーンなサウンドをもつ2ステップである。この直後、「オリジナル」のスタイルのUKガラージが再登場し、ムーニー (Moony)、DJD、タフ・カルチャー (Tuff Culture) といったプロデューサーが道を開いた。「リップグルーヴ」(RipGroove)、トゥルー・ステッパーズ (True Steppers) の「アウト・オブ・ユア・マインド」(Out of Your Mind)、ケレ・ル・ロック (Kele Le Roc) の「マイ・ラヴ」(My Love) などのアンセムを生んだ先駆的なUKガラージ・レーベルの1つ、アイス・クリーム・レコーズ (Ice Cream Records) は、設立者の3人［R.I.P. Productions（R・I・P・プロダクションズ）／ダブル99 (Double 99)／テン・ビロー (10° Below) としても知られる2人、すなわちティム・デラックス (Tim Deluxe) ことティム・ライケン (Tim Liken) とオマー・アディモラ (Omar Adimora)、およびトゥルー・ステッパーズ (True Steppers) のアンディ・ライサンドロー (Andy Lysandrou)］からなる不変の名簿を開放し、初めてここにほかのDJを加えた。
またこの頃から、ディスクロージャーやShift K3Y（シフトキー）などの、従来のスピードガラージやベースラインの様式を残しながら、標準的なハウスの速度までテンポを落とした楽曲が「ディープ・ハウス」と呼ばれるようになった。これら復活したUKガラージの影響を受け、ベース・ハウスやフューチャー・ハウスなどのジャンルが新しく生まれた。
なお、それまでディープ・ハウスとされてきたジャンルと同名で扱われることに対し、批判も出ている。

## UKガラージから生まれたジャンル

### ダブステップ／UKファンキー
人気を博したUKガラージの突然変異体の1つが、元は2ステップガラージのダークなテイクであったダブステップ (dubstep) である。コード9 (Kode9) によると、ダブステップに使用されるベースはレゲエなどのジャマイカ音楽の影響を受けている。
ダブステップはイギリス各地のアンダーグラウンドなベース・ミュージックの美学の輪郭を示している。ダブステップはウーキー (Wookie)、ゼッド・バイアス (Zed Bias)、シャイ・クッキー (Shy Cookie)、エル・B (El-B)、アートワーク (Artwork)［DNDのアーサー・スミス (Arthur
Smith)］などのUKガラージ・プロデューサーの影響を受けており、スクリーム (Skream)、ベンガ (Benga)、DJハッチャ (DJ Hatcha)、コード9、デジタル・ミスティックズ (Digital Mystikz) などの新世代プロデューサーはこれらの人物からインスピレーションを得て現在ダブステップとして知られるサウンドを生み出した。
UKガラージ／ダブステップ／グライム／ベースライン・プロデューサーの一部は、UKファンキー (UK funky) と呼ばれる別のサウンドに移行した。UKのガラージ/ダブステップ/グライム/ベースラインのプロデューサーの中には、UKファンキーと呼ばれる別のサウンドに移行した者もいる。改善版翻訳：これはUKガラージの要素を取り入れたソウルフルなハウスミュージックの様々な色合いから制作価値を取り入れ、標準的なハウスミュージックのテンポでブレンドし、ソカとアフロビートのトライバルスタイルのパーカッションをブレンドしている。

### フューチャー・ガラージ
ダブステップの現代的な派生形であり、UKガラージの強い影響をもつものがフューチャー・ガラージ (future garage) である。